# George T. Oliver
George Tener Oliver, född 26 januari 1848 i Tyrone, Ulster, död 22 januari 1919 i Pittsburgh, Pennsylvania, var en amerikansk republikansk politiker och publicist. Han representerade delstaten Pennsylvania i USA:s senat 1909-1917.
Oliver studerade vid Bethany College i West Virginia. Han arbetade sedan som lärare och studerade juridik. Han inledde 1871 sin karriär som advokat i Pennsylvania. Tio år senare bytte han verksamhet till stålindustrin och skaffade sig en stor förmögenhet. Omkring sekelskiftet 1900 sålde han en stor del av sina tillgångar och köpte två tidningar: Pittsburgh Gazette-Times och Pittsburgh Chronicle-Telegraph.
Oliver hade möjligheten att tillträda som senator redan år 1904 efter Matthew Quays död. Han tackade nej till att bli senator och Philander C. Knox fick utnämningen i stället. Knox avgick 1909 för att tillträda som utrikesminister. Oliver skötte ämbetet fram till slutet av företrädarens mandatperiod och omvaldes sedan till en hel mandatperiod i senaten. Han kandiderade inte till omval i senatsvalet 1916 och efterträddes i mars 1917 som senator av företrädaren Knox.
Olivers grav finns på Allegheny Cemetery i Pittsburgh.